# 龙潭乡 (广元市)
龙潭乡，是中华人民共和国四川省广元市利州区下辖的一个乡镇级行政单位。

## 行政区划
龙潭乡下辖以下地区：
驿地河社区、金鼓村、庙坪村、柏佛村、红岩村、官山村、桃园村、曙光村、青龙村、界牌村、元山村、建设村、和平村、胜利村、林场村、春风村、复兴村和回民村。